# Mariya Ryemyen
Mariya Ryemyen (ukrainien : Марія Рємєнь; née le 2 août 1987 dans l'oblast de Donetsk) est une athlète ukrainienne spécialiste du 100 mètres.

## Carrière
Elle se classe septième du 100 m lors des Championnats d'Europe espoirs 2009 avant d'être éliminée en demi-finale du 60 mètres plat lors des Championnats du monde en salle disputés en début de saison 2010 à Doha. Sélectionnée pour les Championnats d'Europe 2010 de Barcelone, l'Ukrainienne prend la cinquième place de la finale du 100 mètres en 11 s 31 après avoir améliorée son record personnel en séries avec le temps de 11 s 25. Alignée également dans l'épreuve du relais 4 × 100 mètres, Mariya Ryemyen s'adjuge le titre européen (3e relayeuse) aux côtés de Olesya Povkh, Nataliya Pohrebnyak et Elizaveta Bryzhina. L'équipe d'Ukraine établit la meilleure performance mondiale de l'année en 42 s 29 et devance finalement de seize centièmes de seconde l'équipe de France.
En avril 2014, Ryemyen est suspendue 2 ans pour dopage après avoir été contrôlée positive en janvier 2014. Sa suspension prend fin en avril 2016. 
Le 10 juillet 2016, elle échoue avec ses coéquipières au pied du podium de la finale du relais 4 x 100 m des Championnats d'Europe d'Amsterdam en 42 s 87, à relative distance de la médaille de bronze (l'Allemagne en 42 s 47). En raison de la suspension de dopage d’Olesya Povh, le relais est toutefois disqualifié en 2018.

## Vie privée
Elle est la belle-sœur d'Anastasiya Tkachuk, championne d'Europe junior en 2011 et vice-championne d'Europe espoir en 2015 du 800 m. Elle s'est mariée avec le frère de Mariya Ryemyen, Alexandre.

## Palmarès
| Date | Compétition                       | Lieu             | Résultat | Épreuve   |
| ---- | --------------------------------- | ---------------- | -------- | --------- |
| 2009 | Championnats d'Europe espoirs     | Kaunas           | 7e       | 100 m     |
| 2010 | Championnats d'Europe par équipes | Bergen           | 3e       | 4 × 100 m |
| 2010 | Championnats d'Europe             | Barcelone        | 5e       | 100 m     |
| 2010 | Championnats d'Europe             | Barcelone        | 1re      | 4 × 100 m |
| 2010 | Coupe continentale                | Split            | 2e       | 4 × 100 m |
| 2011 | Championnats d'Europe en salle    | Paris            | 2e       | 60 m      |
| 2011 | Championnats d'Europe par équipes | Stockholm        | 1re      | 200 m     |
| 2011 | Championnats d'Europe par équipes | Stockholm        | 1re      | 4 × 100 m |
| 2011 | Jeux mondiaux militaires          | Rio de Janeiro   | 1re      | 100 m     |
| 2011 | Jeux mondiaux militaires          | Rio de Janeiro   | 2e       | 200 m     |
| 2011 | Jeux mondiaux militaires          | Rio de Janeiro   | 3e       | 4 × 100 m |
| 2011 | Championnats du monde             | Daegu            | 3e       | 4 × 100 m |
| 2012 | Championnats d'Europe             | Helsinki         | 1re      | 200 m     |
| 2012 | Jeux olympiques                   | Londres          | 3e       | 4 × 100 m |
| 2013 | Championnats d'Europe en salle    | Göteborg         | 2e       | 60 m      |
| 2013 | Championnats d'Europe par équipes | Gateshead        | 1re      | 200 m     |
| 2013 | Championnats d'Europe par équipes | Gateshead        | 1re      | 4 × 100 m |
| 2013 | Universiade                       | Kazan            | 1re      | 4 × 100 m |
| 2013 | Championnats du monde             | Moscou           | 7e       | 200 m     |
| 2013 | Ligue de diamant                  | Ligue de diamant | 3e       | 200 m     |
| 2016 | Championnats d'Europe             | Amsterdam        | DQ       | 4 x 100 m |
| 2016 | Jeux olympiques                   | Rio de Janeiro   | DQ       | 4 x 100 m |

## Records
| Épreuve | Épreuve   | Performance | Lieu      | Date            |
| ------- | --------- | ----------- | --------- | --------------- |
| 60 m    | 60 m      | 7 s 10      | Göteborg  | 3 mars 2013     |
| 100 m   | 100 m     | 11 s 06     | Yalta     | 5 juin 2013     |
| 200 m   | Plein air | 22 s 58     | Londres   | 6 août 2012     |
| 200 m   | Salle     | 23 s 71     | Volgograd | 21 janvier 2012 |